# Lorenzo Perosi

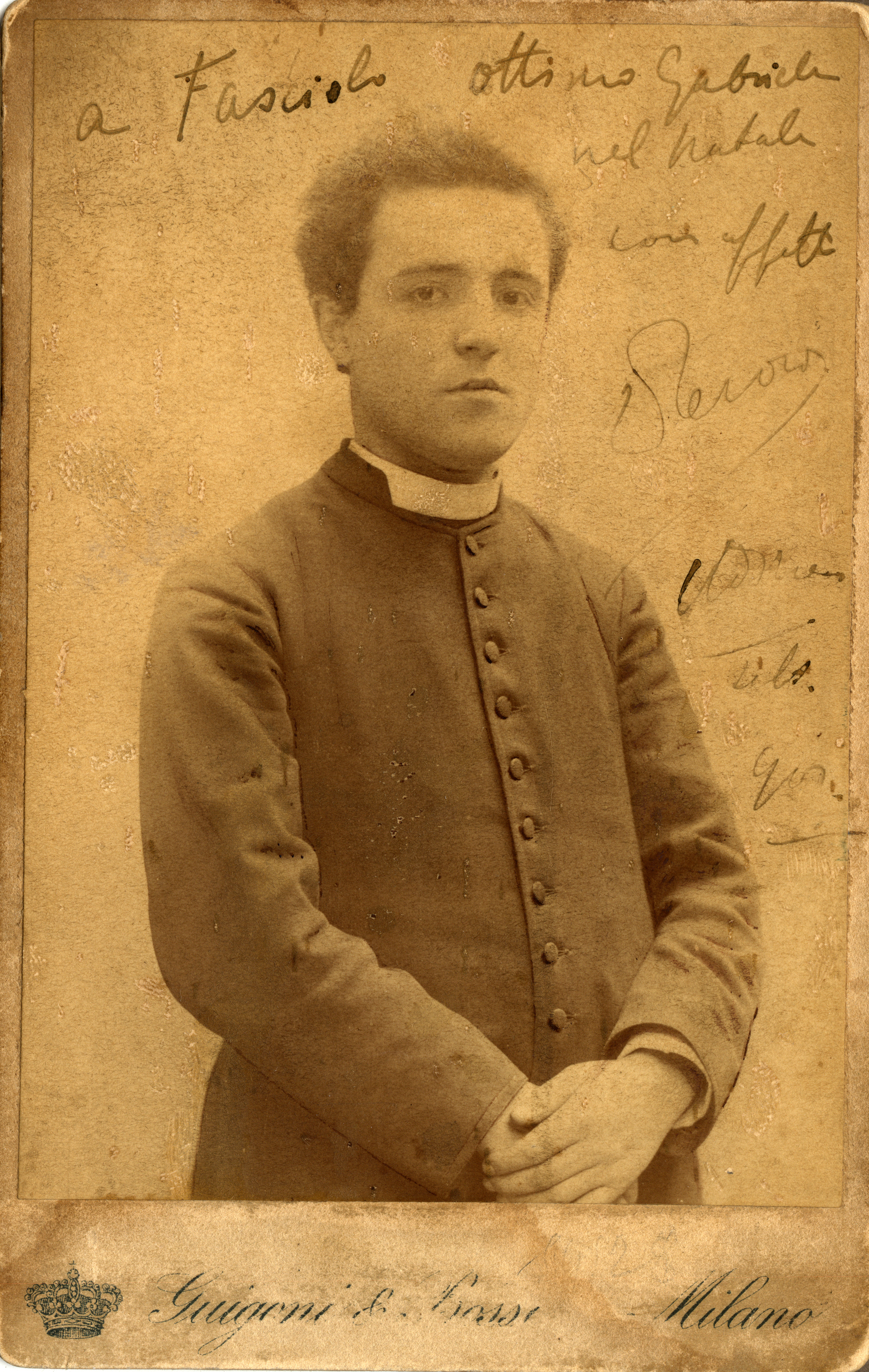
Don Lorenzo Perosi

Lorenzo Perosi (Tortona, 21 december 1872 - Rome, 12 oktober 1956) was een Italiaans priester en componist. 
Het eerste muziekonderwijs kreeg hij van zijn vader die dirigent was van het koor in de kathedraal van Tortona. Op 18-jarige leeftijd trad hij toe tot de Benedictijner-orde. In 1895 werd hij tot priester gewijd. Vervolgens werd hij leider van de muziekschool aan het seminarie van Imola, kort daarna van het koor van de San Marco in Venetië. In Regensburg (Beieren) was hij leerling van de musicoloog Franz Xaver Haberl (1840-1910).
Toen hij 28 was, werd hij door paus Leo XIII benoemd tot leider van het koor van de Sixtijnse Kapel. 
Hij componeerde oratoria, missen, requiems (waaronder een voor de uitvinder Guglielmo Marconi) en andere religieuze werken. Daarbij werd hij geïnspireerd door de stijl van de 17e-eeuwse componist Giacomo Carissimi. Ook schreef hij enkele orkestsuites en strijkkwartetten.

## Geraadpleegde bronnen

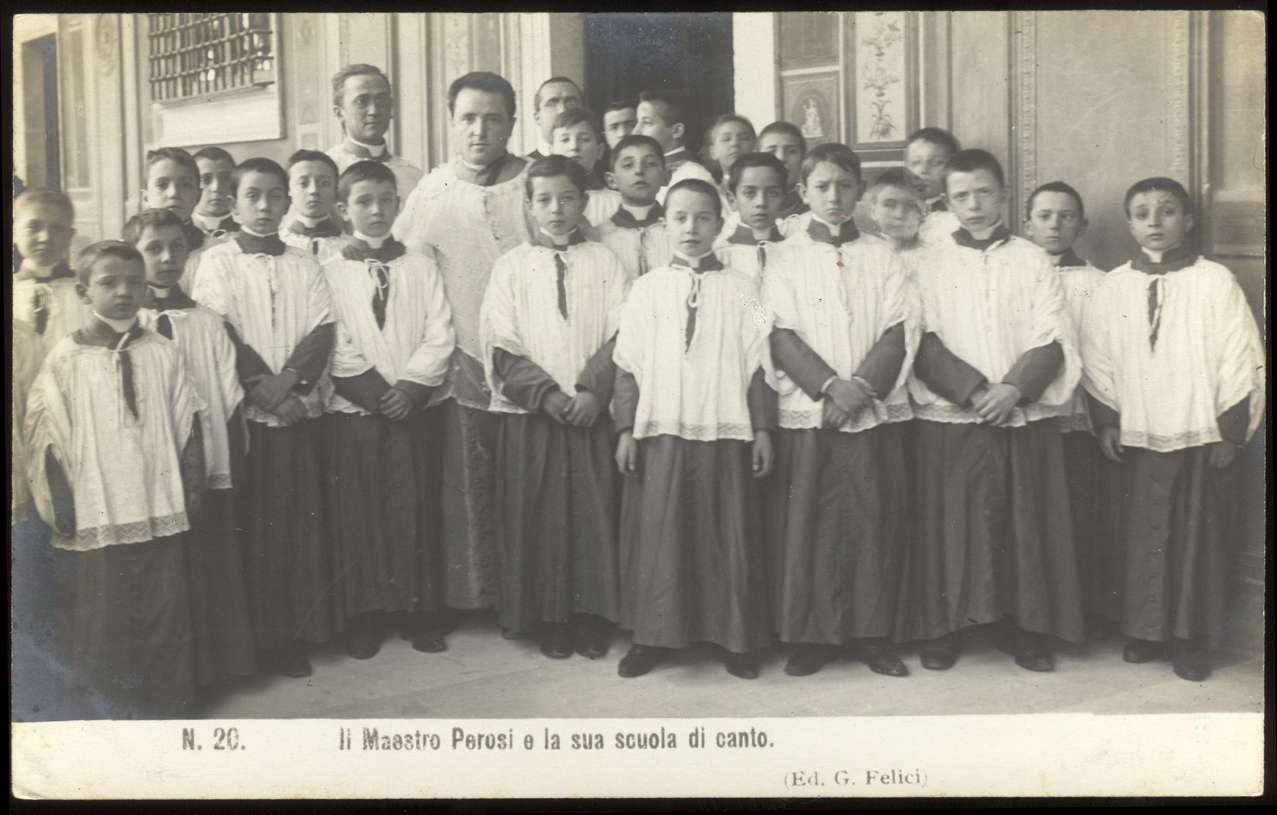
Don Perosi, met zijn Cappella Sistina (c. 1905.)

- Het Belfort, jaargang 14 (1899)
- Leidse courant van 23 oktober 1948
- Algemeen Handelsblad, 13 oktober 1956
- muziekweb.nl

- Biblioteca Nacional de España: XX1150936
- Bibliothèque nationale de France: cb13993688m (data)
- Catàleg d'autoritats de noms i títols de Catalunya: 981058614182306706
- CiNii: DA12450558
- Gemeinsame Normdatei: 119378671
- International Standard Name Identifier: 0000 0001 0782 7252
- Library of Congress Control Number: n88619828
- MusicBrainz: aa850ad9-b2b9-409b-a31a-86aeb90bd37c
- Nationale Bibliotheek van Tsjechië: mzk2010616733
- Nationale bibliotheek van Australië: 35435931
- Nationale Bibliotheek van Israël: 987007286036705171
- Nationale Bibliotheek van Polen: a0000001822573
- Nationale en Universitaire bibliotheek Zagreb: 000754681
- Nederlandse Thesaurus van Auteursnamen: 069953295
- Réseau des bibliothèques de Suisse occidentale: 02-A003682780
- Istituto Centrale per il Catalogo Unico: LO1V076229
- SNAC: w6np2gvc
- Système universitaire de documentation: 190104708
- Trove: 952138
- Virtual International Authority File: 64201361
- WorldCat: E39PCjFDDt8Qk6YFb8xdwWJGXm